# Chiasso delle Monache
Il chiasso delle Monache è un vicolo del centro storico di Grosseto.
La sua denominazione si estende oltre l'arco del convento delle Clarisse che si apre da strada Vinzaglio fino ad arrivare alla strada Ginori, includendo interamente il lato meridionale di piazza San Francesco.
Il toponimo «chiasso» – dal latino classis, «sezione» – era utilizzato in epoca medievale per indicare una viuzza stretta adibita al transito dei soli frequentatori del rione e sopravvive nell'odonomastica di alcune città toscane. A Grosseto lo si ritrova conservato in altri due casi: nel "chiasso Franchini", dal nome della famiglia che vi abitava, e nel "chiasso degli Zuavi", dal corpo di fanteria dell'esercito francese che vi si stanziò nel 1859 – precedentemente noto come "chiasso dei Topi".

## Storia
Il toponimo trae origine dall'adiacente convento di Santa Chiara; dopo il 1662, a seguito di un cospicuo lascito testamentario, il convento fu ampliato e venne acquisita la vicina casa Fanucci, messa in collegamento col nucleo originario del convento tramite un corridoio e un arco che ancora si aprono su via Vinzaglio. In seguito alle soppressioni leopoldine del 1785 l'intero complesso fu ceduto all'ospedale della Misericordia; venne così costruito un camminamento che permetteva di collegare il convento con lo stesso ospedale, con un arco sopra strada Ginori chiamato "arco delle Monache", su progetto dell'ingegnere Giovanni Boldrini.
L'arco delle Monache, o "degli infermieri", venne demolito tra il 1927 e il 1929, contemporaneamente alla ristrutturazione dell'ospedale, così come l'intero camminamento. Il toponimo "chiasso delle Monache" rimase al vicolo che si apre con doppio arco sotto il convento delle Clarisse e che corre lungo il perimetro rialzato della piazza che corrispondeva a quello dei vecchi orti di proprietà delle monache.